# Grad v Belfastu
Grad v Belfastu stoji na pobočjih državnega parka Cavehill v Belfastu, Severna Irska, na vidnem mestu 400 metrov nad morjem. Z gradu je neoviran pogled na mesto Belfast in Belfastski zaliv.

## Zgodovina
Prvi grad je bil zgrajen v poznem 12. stoletju. Zgradili so ga Normani  in je stal v samem mestu, obdan z današnjimi ulicami High Street, Castle Place in Donegall Place v središču mesta Belfast. Bil je dom 1. barona Chichesterja (bolj znan kot sir Arthur Chichester), vendar je v letu 1708 pogorel, tako da so ostala samo imena ulic. Namesto obnove na prvotnem prostoru so se Chichesterji odločili za gradnjo novega prebivališča v predmestju, kjer stoji današnji grad. Današnja stavba je bila zgrajena med letoma 1811 in 1870 v času 3. markiza Donegalla. Zasnovan je bil v škotskem baronskem slogu, je delo arhitekta Charlesa Lanyona in njegovega sina oziroma arhitekturnega podjetja Lanyon, Lynn in Lanyon. Po smrti lorda Donegalla in finančnega propada družine je 8. grof Shaftesbury dokončal hišo.
Njegov sin, 9. grof Shaftesbury, je leta 1934 daroval grad mestu Belfast. Leta 1978 je mestni svet začel veliko obnovo, ki je trajala deset let in stala več kot dva milijona funtov. Arhitekt je bil podjetje Hewitt in Haslam partnerstvo. Stavba je bila uradno ponovno odprta za javnost 11. novembra 1988.
Grad se ponaša s trgovino s starinami, restavracijo in središčem za obiskovalce. Je priljubljeno prizorišče za konference, zasebne gostije in poročne sprejeme.